# Riksdagen 1567
Riksdagen 1567 ägde rum i Stockholm och Uppsala.
Ständerna sammanträdde den 1 maj 1567 i Stockholm men fick då veta att plats och tid ändrats till Uppsala vid Eriksmässan 18 maj. 
Riksdagen huvudpunkt var en rannsakning ledd av Jöran Persson mot medlemmar av högadeln som var del av, eller misstänktes vara lojala mot, Sturarna. Den 19 maj öppnade Erik XIV riksdagen i ett tydligt förvirrat tillstånd.  Den 24 maj genomförde så Erik de så kallade Sturemorden.
Riksdagen avslutades den 24 maj 1567.